# Геодезичні прилади
Геодезичні прилади — прилади, які застосовуються у геодезії.
Це теодоліт, нівелір, тахеометр, світлодалекомір, радіодалекомір, електронний тахеометер, електронний нівелір, GPS.

## Галерея

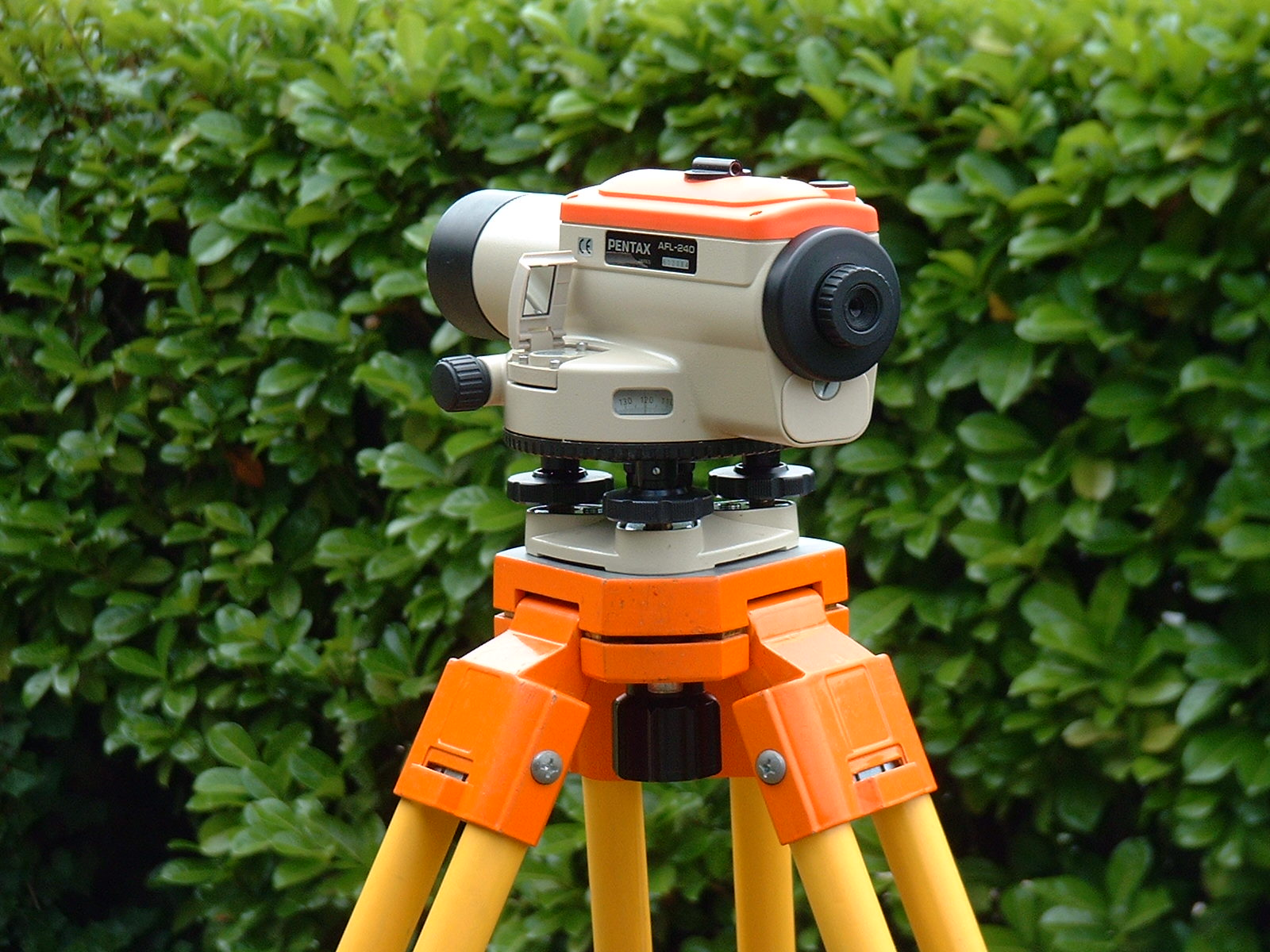
Нівелір
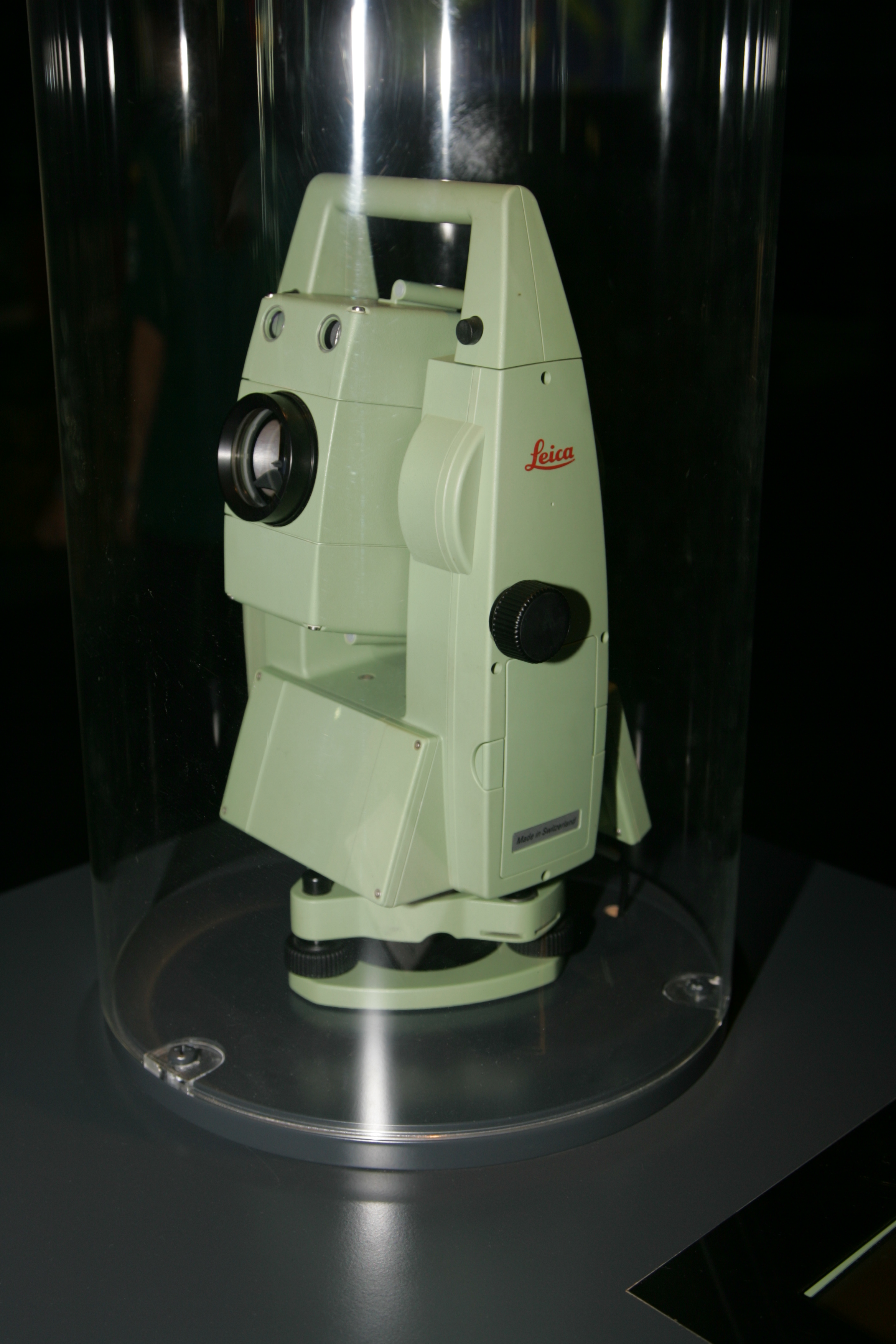
Теодоліт
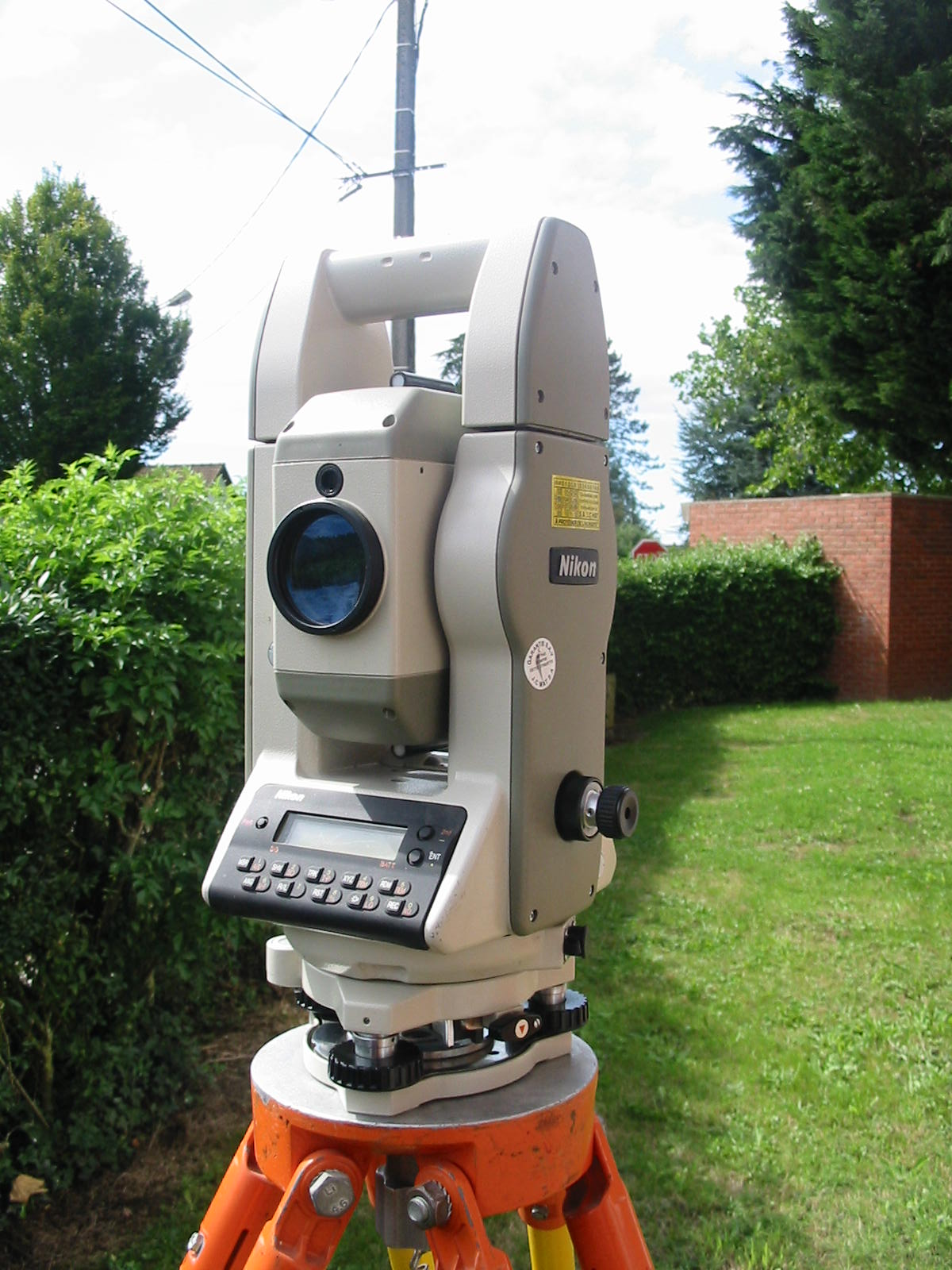
Тахеометр